# 日耳曼詩歌中的複合隱喻語
日耳曼詩歌中的複合隱喻語（Kenning，在當代冰島語的發音為[cʰɛnːiŋk]）是一種以迂言法呈現的比喻，這種比喻常牽涉利用比喻的合成詞取代語意更為固定的單一詞。這種隱喻語常與古北歐詩歌和古英語詩歌相關；而這種隱喻語，及與之高度相關的詩歌代稱詞，在之後的數世紀依舊是包括冰島史詩民謠（Rímur）在內的冰島詩歌的特色之一。
一般而言，日耳曼詩歌中的複合隱喻語會包含兩個部分：基礎詞（又稱頭詞）和限定詞，像例如在íss rauðra randa（意即「劍」，字面涵義為「紅盾的冰柱」，出自Einarr Skúlason的Øxarflokkr中的第九首）這個隱喻語中，íss（意即「冰、冰柱」）為基礎詞，而限定詞則為rǫnd（意即「緣、盾牌的外緣、盾牌」，randa是rǫnd的非限定屬格複數形）；而一個隱喻語所指的人、事、物等等又稱指代對象（在此例中為「劍」）；另外在英語翻譯中，這些隱喻語常常中間加上連字符，但實際上古北歐詩歌並不要求隱喻語遵循慣常的語序，甚至不要求隱喻語的每個成分彼此相鄰，而當代英語語法缺乏格變化這點，使得隱喻語的這個層面變得難以翻譯。

## 詞源
kenning一詞在英語中的同源的單詞為ken（意即「知道、知識」，源自古英語的cennan），而英語中ken這個字目前僅見於低地蘇格蘭語和一些英語的方言，以及諸如beyond one's ken（意即「超過某人的知識」）等固定用法中；此外英語的uncanny（意即「詭異的」）、canny（意即「精明的、謹慎的」）等詞也與kenning一詞系出同源；在英語之外，低地蘇格蘭語的tae ken（意即「知道」）和kent（意即「已知的」）、南非荷蘭語的ken（意即「熟識、知道」）和kennis（意即「知識」、古諾爾斯語的kenna（當代冰島語的kenna、瑞典語的känna、丹麥語的kende和挪威語的kjenne或kjenna都派生自此詞）、古弗里西亞語的kenna與kanna、古撒克遜語的(ant)kennian、古高地德語的(ir-, in-, pi-) chennan（從此詞衍生出中古高地德語與當代德語的kennen）與哥德語的kannjan等，這些詞彙皆衍生自原始日耳曼語的*kannijaną，而原始日耳曼語的這個詞為*kunnaną（意即「知道（該怎麼辦）」）的使動形；而*kunnaną又衍生出當代英語的can（意即「可以、能」）。而原始日耳曼語的*kunnaną最終又源自原始印歐語的*ǵneh₃，而原始印歐語的這詞又衍生出英語的know（意即「知道」），以及英語中借自拉丁語的cognition（意即「認知」）和ignorant（意即「無知的、愚昧的」）等詞彙，以及英語中借自古希臘語的gnosis等等。

## 結構
在古諾爾斯語中，詩歌中的複合隱喻語常會以屬格片語（像例如báru fákr，其意為「船」，字面涵義為「波浪的馬」，出自Þorbjörn Hornklofi的Glymdrápa中的第三首）或合成詞（像例如gjálfr-marr，其意為「船」，字面涵義為「海中戰馬」，出自無名氏的Hervararkviða中的第27首）的形式出現。最簡單的隱喻語包括一個基礎詞（冰島語：stofnorð；德語：Grundwort）和一個用以指定或修飾基礎詞的限定詞（冰島語：kenniorð；德語：Bestimmung）。基礎詞跟限定詞的語法關係不一定，有時限定詞可以做為名詞中沒有詞形變化的第一個成分，而基礎詞則做為第二個成分；有時限定詞以屬格形式置於基礎詞之前或後，也有可能中間插入其他詞彙而與基礎詞分開。
在上述例子中，諸如fákr（意即「馬」）、marr（意即「戰馬」）等都是基礎詞；而諸如báru（意即「波浪」）、gjálfr（意即「海洋」）等都是限定詞；而在隱喻語指稱、但沒有直接言明的名詞即是指代對象，在此兩例中的指代對象都是「船」（古諾爾斯語：skip）。

### 複雜隱喻語
北地詩人有時也會使用較為複雜的隱喻語，在其中基礎詞或限定詞本身就是隱喻語，像例如grennir gunn-más（意即「戰士」，字面涵義為「戰鷗餵食者」或「渡鴉餵食者」，出自Þorbjörn Hornklofi的Glymdrápa中的第九首，此處gunn-más（意即「戰鷗」）為「渡鴉」的隱喻語）、eyðendr arnar hungrs（意即「戰士」，字面涵義為「鵰的飢餓的毀滅者」或「鵰的餵食者」，出自Þorbjörn Þakkaskáld的Erlingsdrápa中的第一首，此處eyðendr hungrs（意即「飢餓的毀滅者」）為「餵食者」的隱喻語）等與以腐肉為食的鳥類在戰場上尋找食物的行為有關的隱喻語皆為其例；而像這種在隱喻語中套用其他隱喻語的做法又稱作tvíkent（意即「雙重限定、雙重修飾」）。
很多時候，當限定詞本身就是一個隱喻語時，構成限定詞的隱喻語的基礎詞會以無詞型變化的形式，接於整個隱喻語的主要基礎詞前，形成一個合成詞，像例如mög-fellandi mellu（意即「雷神索爾」，字面涵義為「女巨人兒子的殺手」或「巨人的殺手」，出自Steinunn Refsdóttir的Lausavísa中的第二首，其中mög為mögr的詞根，其意為「兒子」；而mellu則指女巨人，而mögr mellu則是「巨人」或「女巨人的兒子」）這個例子裏頭，指稱「兒子」的字根mög-被嵌入指稱「殺手」的詞fellandi當中。
有著超過三個詞彙的隱喻語又稱rekit（意即「延伸的」），北地詩人詩詞中的隱喻語可以多達七個詞彙組成，斯諾里（Snorri Sturluson）本人認為多達五個詞的隱喻語是可接受的，但他要人們小心不要使用更多元素，他說：「第九條規則是隱喻語可延伸至五個限定語，但若繼續延伸就太超過了，即使在古代的詩詞作品中可以找到這樣的例子，我們也不該繼續容許這樣的延伸。」（原文：Níunda er þat at reka til hinnar fimtu kenningar, er ór ættum er ef lengra er rekit; en þótt þat finnisk í fornskálda verka, þá látum vér þat nú ónýtt.）而截至目前為止，北地詩人詩詞中最長的隱喻語可見於Þórðr Sjáreksson的Hafgerðingadrápa當中，該隱喻語為nausta blakks hlé-mána gífrs drífu gim-slöngvir（意即「戰士」，字面涵義為「船棚的戰馬的保護者之月的女妖的暴風雪的揮舞火的人」）。

### 語序與解讀
古諾爾斯語的語序較為自由，而這是因為古諾爾斯語與古英語都是綜合語之故，而在這類的語言中，語法含意常透過在詞根添加語法功能的前綴和後綴等表達；而中古英語和現代英語則透過詞序來表達語法含意。在北地詩人的詩詞創作中，他們將這種自由發揮到了極致，甚至到了遠超過自然話語該有的程度，在其中，其他的單詞可插入一個隱喻語的基礎詞和其屬格限定詞之間，甚至有時也可出現在合成詞的成分之間（分語法），隱喻語甚至整個句子都可交織成一塊，但因為古諾爾斯語較豐富的詞型變化之故，這樣做所造成的模糊性，還是低於在英語中這樣做會造成的模糊性。
另一個可輔助解讀的因素是古諾爾斯語的隱喻語高度常規化，多數的隱喻語都指稱少數幾個特定主題，而且人們會用相對少數的幾個特定傳統隱喻來形容，因此一個重要的人物會被認為是「慷慨的」，並根據一些常規，被以諸如「金子的敵人」、「寶藏的攻擊者」、「臂環的破壞者」等詞彙形容，並被認為是他的子民的朋友；但即使如此，在文獻中依舊存在著許多模稜兩可之處，其中一些可能是故意為之的，且有證據顯示，一些詩人偏好扭曲的詞序，而這麼做不僅僅只是出於押韻等的權宜之計。

### 語意
隱喻語有時可發展出廣泛甚至形象化的隱喻，像是tröddusk törgur fyr [...] hjalta harðfótum（意即「盾牌受到把手的硬腳（即「劍刃」）踐踏」，出自Eyvindr Skáldaspillir的Hákonarmál中的第六首）以及（意即「傷口之海噴灑在劍岬（即「盾牌」）之上」，出自Eyvindr Skáldaspillir的Hákonarmál中的第七首）等即為其例。斯諾里將這類的隱喻語給稱作nýgervingar並在自己的Háttatal第六首中給出範例。這形象化的效果會受多少自然的圖像與不和諧的人工產物彼此間的交互作用影響，但北地詩人也不會避開看似任意、純粹修飾性的隱喻語：「也就是說，即使描述的是處在戰鬥中的統治者，他也還是會被稱作『分發金子的人』，而金子即使以一個人手臂上的臂環的形式存在，也還是會被以『海中之火』稱之，因此在指稱一個陸地上戰鬥、並配戴著金臂環的人的情況下，『海洋』這個詞就與情境無關，因此不能用以描述戰鬥的場面。」
斯諾里在混用隱喻上劃出界線，他將之稱作nykrat（意即「被搞得像怪獸一般」，見於斯諾里的Háttatal中的第六首），而他的外甥則將之稱作löstr（意即「缺陷」，見於Óláfr hvítaskáld的《第三篇文法專著》的第80篇）；；但即使如此，似乎「很多詩人在他們的詩詞中，不會避開不太可能的隱喻語與中性或不調和的動詞間複雜且怪異的並列，一些詩人甚至偏好此道。」，一個這樣的例子是heyr jarl Kvasis dreyra（意即「大人們，聽著克瓦希爾之血（即「詩詞」）」，出自Einarr skálaglamm的Vellekla中的第一首）。
在一些狀況下隱喻語會有冗贅，在其中，隱喻語所指稱的對象，或指稱對象的隱喻語會嵌入隱喻語中，而這樣的例子有barmi dólg-svölu（意即「渡鴉」，字面涵義為「敵對的燕子兄弟」或「渡鴉兄弟」，出自Oddr breiðfirðingr的Illugadrápa中的第一首）、blik-meiðendr bauga láðs（意即「領袖、貴族、有地位的人」，字面涵義為「手臂微光的傷害者」或「戒指的傷害者」，而這比喻和領導人慷慨地破開金子、無顧忌地將之分與眾人的習慣有關，出自佚名的Líknarbraut中的第四十二首）等等。
盡管部分古諾爾斯語詩歌的隱喻語相對淺顯，許多隱喻語的理解仰賴聽者對神話或傳說的知識，因此人們可能會自然地稱天空為él-ker（字面涵義為「風暴之桶」，出自Markús Skeggjason的Eiríksdrápa中的第三首），或以神話梗將之稱為Ymis haus（字面涵義為「尤彌爾之頭骨」，出自Arnórr jarlaskáld的Magnúsdrápa中的第十九首），而這神話梗的來源是因為在神話中，原始巨人尤彌爾的頭骨最後成了天空之故；其他類似的、但無特指特定神話的例子有rimmu Yggr（意即「戰士」，字面涵義為「戰鬥中的奧丁」，出自Arnórr jarlaskáld的Magnúsdrápa中的第五首）等。

中世紀的冰島詩人甚至會對基督教信仰的內容使用類似的隱喻詞，他們會用取自異教神話及貴族墓誌銘的典故來形容基督教慎人，像例如Þrúðr falda（字面涵義為「頭飾的女神」，出自Kálfr Hallsson的Kátrínardrápa中的第四首）指的是聖加大肋納。
在一些以「甲乙」形式出現的隱喻語中，乙常常有甲的特質，而這「甲乙」的組合則形成一個意思傾向為「就如乙一般有甲的特質」的重言式，像是「盾之尼奧爾德」這組合就是重言式的一例，而這是因為在北歐神話中尼奧爾德以其盾牌作為特質之故，而這組合的字面涵義可解做「就如尼奧爾德一般有塊盾牌」，而其所指的事物是「戰士」。
複合隱喻語有時會包含專有名詞，一個當代類似的例子是救護直升機駕駛員用以指稱英格蘭約克郡霍斯後方山丘的即席用語「滑翔翼的希思羅機場」，而這是因為他看到事故緊急現場擠滿了滑翔翼所致。
有時一個給予某物種某特定知名成員的名字，會用於指任何該物種的成員。像例如在古諾爾斯語中，Valr一般指稱「隼」，但因為北歐神話有匹馬的名字叫Valr之故，因此在古北歐詩歌中，Valr有時會指稱「馬」。

### 省略
有時廣為人知的隱喻語的其中一個成分會被省略，像是val-teigs Hildr（字面涵義為「老鷹之地的女武神」，出自Haraldr Harðráði}的Lausavísa中的第十九首）這個複合隱喻語，其完整的形式為「老鷹之地/之座/之棲所的微光/火焰/裝飾的女神」，也就是「手臂的微光的女神」，而其所指者為「女士」（會有這隱喻，是因為常規上用「穿戴黃金首飾」來比喻女性，而鷹獵則是「手臂」的隱喻語所致）；而對相關詩詞的理解，取決於聽者對帶有此種隱喻的常規有多麼熟悉。

## 定義
一些學者採用較為廣義的定義，而較為廣義的定義包含了使用兩個或更多非替代性元素的詞彙，而這包括了一些純粹描述性的詞語，也就是像是古諾爾斯語的grand viðar（意即「火」，字面涵義為「木材剋星」，出自斯諾里的《詩人的藝術語言》中的第三十六首）之類的詞彙也算作此種隱喻語；而一些學者則採用狹義的定義，將這類隱喻語言的定義給侷限於暗喻性的組合上，也就是只有像是古諾爾斯語的sól húsanna（意即「火」，字面涵義為「太陽之馬」，出自斯諾里的《詩人的藝術語言》中的第三十六首）之類的才算作此類隱喻語；特別地，在狹義的定義中，只有那些「除了在詩人的想像與限定詞語意所指出的方向外，頭詞的指代對象不會是那種東西」的那些才算數。一些學者的定義甚至排除了諸如古英語forstes bend（意即「冰」，字面涵義為「霜之羈絆」）和winter-ġewǣde（意即「雪」，字面涵義為「冬之衣」）等自然性的暗喻，並認為說「一個暗喻僅僅在指代對象與基本詞的意思之間出現不調和時才算做此類隱喻語；在此類隱喻語中，限定詞對整個比喻而言是基本的，因為在沒有這類隱喻語的狀況下，是不可能由此類不調和得知詞語的意思的。」在世界許多地方，描述性的詞語都是文學常見的元素；但在此種狹義的定義下，此類隱喻語是僅限於古諾爾斯語詩詞及一定程度上古英語詩詞的特徵。
斯諾里本人的定義似乎更傾向於廣義的定義，「斯諾里用『kenning』這術語指稱一類修辭結構，在其中一個人或物以包含兩個或更多詞彙的迂曲結構描述，而這迂曲結構可以是一個包含一個或多個屬格的名詞，或者是一個複合詞，或者是這兩者的混合。」而在斯諾里的《詩人的藝術語言》當中，這術語確實用以指稱非暗喻性的片語：「En sú kenning er áðr var ritat, at kalla Krist konung manna, þá kenning má eiga hverr konungr.」（而前面提到的隱喻語中，基督被稱為人王，而任何的君王都能使用此種隱喻語描述）；相似地，在他的Háttatal當中，他提到說：「Þat er kenning at kalla fleinbrak orrostu [...]」（將戰鬥稱為「長槍間的碰撞」的作法，是一種隱喻語）
斯諾里的kend heiti（意即「合適的詞」）一詞，似乎是kenningar（kenning一詞在古諾爾斯語中的眾數主格形）一詞的同義詞；而Brodeur將這詞套用於那些不符合他對隱喻語狹義定義的迂曲詞上。
Sverdlov則以構詞學的角度來解決這問題，他指出由於古代日耳曼語言的修飾語可以詞根形或屬格形出現之故，因此在古諾爾斯語中，屬格限定詞與合成詞的修飾成分間有相似性，而其中一個相似性是兩者都不能被獨立形容詞所修飾，根據這看法，所有的隱喻語在一開始時都是合成詞，即使分語大量存在期間亦然。

## 古諾爾斯語中的實例
在下面這首頭韻詩（Dróttkvætt）的詩節中，生存於大約西元990年左右的挪威北地詩人Eyvindr skáldaspillir將灰袍哈拉爾（古諾爾斯語：Haraldr）這位國王的貪婪，與其前任國王好人哈康（古諾爾斯語：Hákon）的慷慨做出對比：
Bárum, Ullr, of alla,

ímunlauks, á hauka

fjöllum Fýrisvalla

fræ Hákonar ævi;

nú hefr fólkstríðir Fróða

fáglýjaðra þýja

meldr í móður holdi

mellu dolgs of folginn

—摘自Eyvindr skáldaspillir的Lausavísa
字面翻譯揭示了這首詩包含了數個隱喻語：「『戰蔥烏勒爾』！往昔哈康時，我等『鷹山』上，皆伴有『非里斯維爾之種』；今人民之敵，藏『弗魯第厄運之奴之麵粉』於『女巨人之敵之母之肉』中。」
這詩詞的內容可翻譯為「戰士當聞斯：往昔哈康時，我等手臂上，皆伴有真金；今人民之敵，地下藏黃金。」而其中的隱喻語如下：
Ullr ... ímunlauks，其意為「戰士」，這詞彙的由來為神明烏勒爾以及意思為「劍」的詞彙ímun-laukr（字面涵義為「戰蔥」）。在習慣上，任何神明的名字都可與另一個詞相結合以作為指稱某類人的隱喻語。在此「劍之烏勒爾」指的是「戰士」；而「戰蔥」則是一個將劍比喻為蔥的隱喻語，此處的戰士指的可能是灰袍哈拉爾。
Hauka fjöllum，其意為「手臂」，其為指稱「老鷹」的詞hauka與指稱「山丘」的詞fjöll的合結合。這詞彙的指稱與鷹獵有關，在鷹獵中，猛禽會棲息於鷹獵者的手臂上；而在習慣上，詩人以「老鷹」一詞與指稱地理特徵的詞彙的結合作為「手臂」的隱喻語。
Fýrisvalla fræ，字面涵義為「非里斯維爾之種」，是一個指稱「黃金」，其為指稱非里河（Fýri）之原的詞Fyrisvellir與指稱「種子」的詞fræ的合結合。這詞彙跟《詩人的藝術語言》與Hrólfs saga kraka中皆曾提及的一則傳說有關，在該則傳說中，國王羅夫與其手下將金子撒在位於老烏普薩拉（Gamla Uppsala）南方非里河旁的原野上以阻止減緩敵人的追擊。
Fróða fáglýjaðra þýja meldr，字面涵義為「弗魯第厄運之奴之麵粉」，是另一個指稱「黃金」的詞彙，而這與Grottasöngr中的傳說有關。
Móður hold mellu dolgs，字面涵義為「女巨人之敵之母之肉」，是一個指稱「土地」的詞彙，在此「土地」被擬人化成嬌德，根據傳說她是索爾之母，而索爾是霜巨人的敵人。

## 古英語及其他隱喻語
傳統上認為，此類隱喻語的使用，乃是日耳曼文化共通的遺產，但這點受到爭議，而這是因為這類隱喻語大多僅限於古諾爾斯語及古英語詩歌中，而一個早期指稱「黃金」（該詞彙為walha-kurna，其字面涵義為「羅馬人/高盧人之米」）的隱喻語的例子可見於Tjurkö飾片上的原始諾爾斯語盧恩符文銘刻中；與之相對地，此類隱喻語很少出現於在大陸西日耳曼人詩歌中，像是古撒克遜語的《救主傳》（Heliand）就只有一個此類隱喻語的例子：lîk-hamo（意即「身體」，字面涵義為「屍體之衣」，出自《救主傳》第3453段b），而這個合成詞在西日耳曼語和北日耳曼語散文中都相當常見，其同源詞包括了古英語的līchama、古高地德語的lîchamo及lîchinamo、荷蘭語的lichaam、古冰島語的líkamr及líkami、古瑞典語的līkhamber、瑞典語的lekamen、丹麥語和書面挪威語的legeme以及新挪威語的lekam等等。
古英語中的此類隱喻語都是相對簡單的，且只包含兩個元素，一個例子是指稱「海」的詞彙：seġl-rād（字面涵義為「帆之路」，出自《貝奧武夫》第1429段b）、swan-rād（字面涵義為「天鵝之路」，出自《貝奧武夫》第200段a）、bæð-weġ（字面涵義為「沐浴之道」，出自《安德魯頌》第513段a）、hron-rād（字面涵義為「鯨之路」，出自《貝奧武夫》第10段）、hwæl-weġ（字面涵義為「鯨之道」，出自《航海人頌》第63段a）。多數古英語的例子都以第一個成分沒有詞型變化的合成詞的形式出現，像例如heofon-candel（意即「太陽」，字面涵義為「天之燭」，出自《出埃及記》第115段b）即是一例；古英語中此類隱喻語也有可能包含以屬格形式出現的名詞，但很少見，而包含屬格形式名詞的一個例子是heofones ġim。（意即「太陽」，字面涵義為「天之寶石」，出自《鳳凰詩》第183段）
古英語詩歌中常將一系列的同義詞並列，而其中可包含隱喻語（廣義或狹義的），也可包含字面含意的指稱，一個例子是「Hrōðgar maþelode, helm Scyldinga」，此句的意思是「斯基爾多人的頭盔（此處意指「保護者、主人」）羅思嘉（Hrothgar）說‧‧‧」（出自《貝奧武夫》第456段）
雖然一般這現象專指日耳曼語詩歌的現象，但相似的構成也可見於聖經詩歌的排比當中，一些例子包括了《創世紀49:11》中意指「葡萄酒」的「葡萄之血」及《約伯記15:14》指稱「人」的「婦人所生的」等等。

## 現代類似的現象
類似此類隱喻語的比喻依舊出現於現代英語的文學和日常交談中，且經常與其他詩詞技巧混用，像例如瘋子樂團的歌曲《太陽和雨》（The Sun and the Rain）就有「standing up in the falling-down」（意即「在落下中站起」）一句，在其中「falling-down」（意即「落下的」）指代「雨」且與「standing up」（意即「站起」）相對；此外，一些當代英語作家嘗試在其創作中用類似的隱喻語，像約翰·史坦貝克在他於1950年出版、並於同年成為百老匯劇本的小說《炯炯焰光》（Burning Bright）中就用了類似的隱喻語。根據史坦貝克傳記作家杰伊•帕里尼（Jay Parini）的說法「這實驗是善意的，但依舊怪異到荒謬的程度，史坦貝克發明了諸如『妻子喪』（wife-loss）、『朋友權』（friend-right）、『笑到餓死』（laughter-starving）等看起來就是很古怪的（類似古英語隱喻語的）合成語。」
類似隱喻語的結構在當代德語中相對普遍，像是指稱腳踏車的Drahtesel（字面涵義為「帶線驢子」）、指稱摩托車的Feuerstuhl（字面涵義為「火椅」）、指稱貓的Stubentiger（字面涵義為「客廳之虎」）等皆為其例；當代中文的「火雞」、「貓頭鷹」等也被視為類似隱喻語的例子。
詩人谢默斯·希尼在他的作品中經常使用此類隱喻語，一個例子是指稱「骷髏」的「骨頭之屋」（bone-house）。

## 外部連結
- Skaldic Project – Index of Kennings （页面存档备份，存于）
- Jörmungrund: Lexicon of Kennings – The Domain of Battle
- Septentrionalia: The Medieval North (Lexica poetica) （页面存档备份，存于）